# Haussauerbach
Le Haussauerbach ou Hausauerbach est une rivière du Bas-Rhin qui passe notamment par Steinseltz, Riedseltz, Oberhoffen-lès-Wissembourg, et Seebach. Elle se jette dans le Seltzbach au niveau de la commune de Hoffen.

## Étymologie
La source officielle sur les cours d'eau du sandre a noté Haussauerbach, et Géoportail reporte Hausauerbach.

## Géographie
Le Haussauerbach prend sa source sur la commune de Rott à 249 m d'altitude.
Le Haussauerbach conflue en rive gauche (ou au nord) du Seltzbach à 136 m d'altitude.

## Affluents
Ses principaux affluents sont le Bremmelbach et le Wintzenbach.

## Hydrologie
Son régime hydrologique est dit océanique à semi-continental.